# شهرستان ووژای
شهرستان ووژای (به لاتین: Wuzhai County) یکی از شهرستان‌های جمهوری خلق چین در چین است که در شینجو واقع شده‌است.